# بید کوسانو
بید کوسانو (نام علمی: Salix kusanoi) نام یک گونه از سرده بید است.